# Língua bicolana
Bikol ou bicolano é uma língua da família Malaio-Polinésia (ou Austronésia), falada na província de Luzón Meridional, nas Filipinas. Tem afinidade com o Tagalo.